# Ansgarsförsamlingen i Västerås

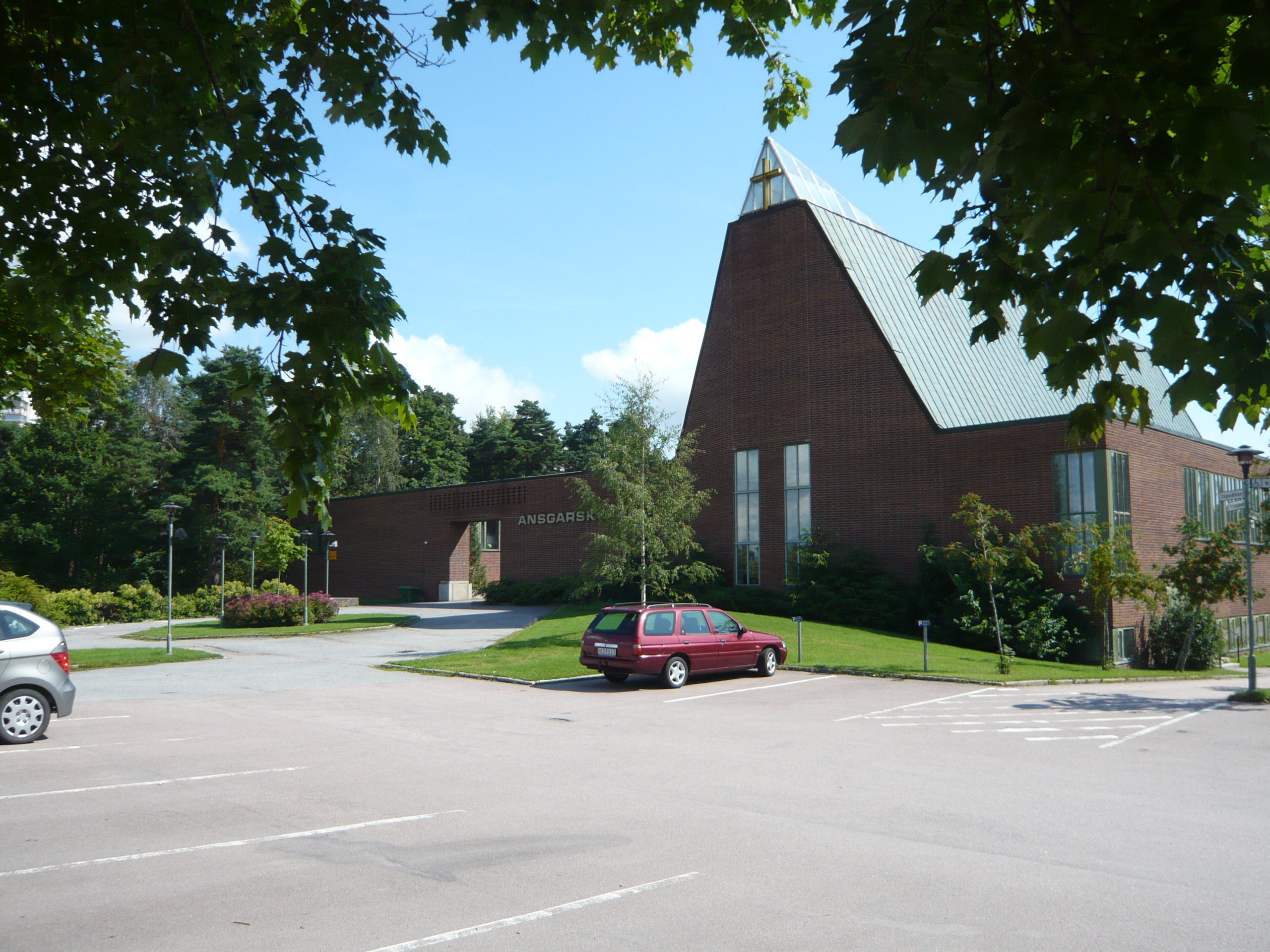
Ansgarskyrkan på Pettersberg i Västerås, augusti 2009.

Ansgarsförsamlingen i Västerås bildades den 28 april 2007 då Västerås Baptistförsamling och Västerås Missionsförsamling gick samman. Ansgarskyrkan är församlingens huvudkyrka. Ansgarsförsamlingen är ansluten till Equmeniakyrkan och har ca 700 medlemmar.